# Лінденволд
Лінденволд (англ. Lindenwold) — місто (англ. borough) в США, в окрузі Кемден штату Нью-Джерсі. Населення — 21 641 особа (2020).

## Географія
Лінденволд розташований за координатами 39°49′2″ пн. ш. 74°59′20″ зх. д. / 39.81722° пн. ш. 74.98889° зх. д. (39.817228, -74.988890).  За даними Бюро перепису населення США в 2010 році місто мало площу 10,24 км², з яких 10,08 км² — суходіл та 0,16 км² — водойми.

## Демографія
Згідно з переписом 2010 року, у селищі мешкало 17 613 осіб у 7426 домогосподарствах у складі 4212 родин. Було 8251 помешкання
Расовий склад населення:
| - 48,1 % — білих - 34,7 % — чорних або афроамериканців - 2,8 % — азіатів - 0,4 % — корінних американців - 10,3 % — осіб інших рас |

До двох чи більше рас належало 3,7 %. Частка іспаномовних становила 20,9 % від усіх жителів.
За віковим діапазоном населення розподілялося таким чином: 22,5 % — особи молодші 18 років, 68,1 % — особи у віці 18—64 років, 9,4 % — особи у віці 65 років та старші. Медіана віку мешканця становила 33,3 року. На 100 осіб жіночої статі у селищі припадало 90,6 чоловіків;  на 100 жінок у віці від 18 років та старших — 87,9 чоловіків також старших 18 років.
Середній дохід на одне домашнє господарство  становив 47 371 долар США (медіана — 38 906), а середній дохід на одну сім'ю — 55 903 долари (медіана — 48 576). Медіана доходів становила 33 407 доларів для чоловіків та 35 526 доларів для жінок. За межею бідності перебувало 17,6 % осіб, у тому числі 26,9 % дітей у віці до 18 років та 12,0 % осіб у віці 65 років та старших.
Цивільне працевлаштоване населення становило 8341 осіб. Основні галузі зайнятості: освіта, охорона здоров'я та соціальна допомога — 24,9 %, роздрібна торгівля — 11,7 %, науковці, спеціалісти, менеджери — 10,5 %, мистецтво, розваги та відпочинок — 10,5 %.